# Tour de Gironde
Il Tour de Gironde (it. Giro della Gironda) è una corsa a tappe maschile di ciclismo su strada che si disputa ogni anno nel dipartimento della Gironda, in Francia.
Riservata ai dilettanti fino al 2004, dal 2005 al 2017 ha fatto parte del calendario dell'UCI Europe Tour come prova di classe 2.2, aperta quindi a squadre con licenza Professional Continental francese, Continental, squadre nazionale e regionali o club. Dal 2018 è aperta alla categoria Juniores.

## Albo d'oro
Aggiornato all'edizione 2022.
| Anno      | Vincitore             | Secondo              | Terzo              |
| --------- | --------------------- | -------------------- | ------------------ |
| 1975      | Michel Fedrigo        |                      |                    |
| 1976      | Patrick Audeguil      |                      |                    |
| 1977      | Daniel Barjolin       |                      |                    |
| 1978      | Christian Jourdan     |                      |                    |
| 1979      | Francis Castaing      | Hugues Grondin       | René Bajan         |
| 1980      | Jean-Jacques Rebière  | Bouligant            | Félix Urbain       |
| 1981      | Bruno De Santi        | Jean-Marc Prioleau   | E. Lajo            |
| 1982      | Philippe Lauraire     | Patrick Audeguil     | Patrick Laugier    |
| 1983      | Gérard Mercadie       | René Bajan           | Bruno De Santi     |
| 1984      | Daniel Amardeilh      | Dominique Landreau   | Jacky Bobin        |
| 1985      | Thierry Lavergne      | Henri Abadie         | Philippe Avezou    |
| 1986      | Sylvain Le Goff       | Patrick Jeremie      | Dutrouilh          |
| 1987      | Jean-François Morio   | Didier Champion      | Daniel Pandele     |
| 1988      | Hervé Gourmelon       | Michel Dubreuil      | Marc Guenegou      |
| 1989      | Gilles Dubois         | Peronnin             | Dominique Chignoli |
| 1990      | Stéphane Dief         | Gilles Chauvin       | Marchais           |
| 1991      | Jean-François Anti    | Bruno Bannes         | Thierry Ferrer     |
| 1992      | Laurent Desbiens      | Gilles Dubois        | Pascal Basset      |
| 1993      | Hristo Zaikov         | Jean-Christophe Bloy | Gilles Dubois      |
| 1994      | Denis Leproux         | Camille Coualan      | Fabrice Blevin     |
| 1995      | Anthony Langella      | Fabrice Blevin       | Stéphane Conan     |
| 1996      | Franck Morelle        | Éric Frutoso         | Hristo Zaikov      |
| 1997      | Jean-Philippe Duracka | Tony Jousset         | Marc Feipeler      |
| 1998      | Martial Locatelli     | Lionel Guest         | Stéphane Roger     |
| 1999      | László Bodrogi        | Noan Lelarge         | Martial Locatelli  |
| 2000      | Pascal Peyramaure     | Anthony Rokia        | Stéphane Petillau  |
| 2001      | Gilles Canouet        | Christophe Laurent   | Damon Kluck        |
| 2002      | Mickaël Buffaz        | Lloyd Mondory        | Ivan Terenine      |
| 2003      | Alexandre Urbain      | Sébastien Duret      | Laurent D'Olivier  |
| 2004      | Vincent Joffre        | Jean Mespoulède      | Mickaël Martin     |
| 2005      | Charles Guilbert      | Mathieu Perget       | Evgenij Sokolov    |
| 2006      | Jérôme Bonnace        | Peter van Agtmaal    | Nicolas Reynaud    |
| 2007      | Jonathan Thiré        | Fabrice Jeandesboz   | Vincent Ragot      |
| 2008      | Julien Guay           | Romain Hardy         | Franck Charrier    |
| 2009      | Stéphane Rossetto     | Alexandre Geniez     | Jean Mespoulède    |
| 2010      | Julien Belgy          | Anton Samokhvalov    | Anthony Vignes     |
| 2011      | Julien Foisnet        | Fabien Schmidt       | Fabien Patanchon   |
| 2012      | Nick van der Lijke    | Daan Olivier         | Fabien Fraissignes |
| 2013      | Jon Larrinaga         | Matthias Allegaert   | Nick van der Lijke |
| 2014      | Remco te Brake        | Brian van Goethem    | Jonas Rickaert     |
| 2015      | Stéphane Poulhies     | Marcel Meisen        | Robin Stenuit      |
| 2016      | Amund Grøndahl Jansen | Mathias Le Turnier   | Krister Hagen      |
| 2017      | Pablo Torres          | Flavien Maurelet     | Mathieu Burgaudeau |
| 2018      | Valentin Retailleau   | Tom Mainguenaud      | Lucas Grolier      |
| 2019      | Carlos Rodriguez Cano | Tim Torn Teutenberg  | Benjamin Marais    |
| 2020-2021 | non disputata         | non disputata        | non disputata      |
| 2022      | Joshua Tarling        | Enzo Briand          | Zachary Walker     |